# Llista d'asteroides/192101-192200
| Nom      | Designació provisional | Data de descobriment   | Lloc de descobriment | Descobridor/s          |
| -------- | ---------------------- | ---------------------- | -------------------- | ---------------------- |
| 192101 - | 2006 BO270             | 31 de gener de 2006    | Catalina             | CSS                    |
| 192102 - | 2006 BY278             | 26 de gener de 2006    | Kitt Peak            | Spacewatch             |
| 192103 - | 2006 CL11              | 1 de febrer de 2006    | Kitt Peak            | Spacewatch             |
| 192104 - | 2006 CK12              | 1 de febrer de 2006    | Kitt Peak            | Spacewatch             |
| 192105 - | 2006 CL18              | 1 de febrer de 2006    | Kitt Peak            | Spacewatch             |
| 192106 - | 2006 CE23              | 1 de febrer de 2006    | Kitt Peak            | Spacewatch             |
| 192107 - | 2006 CD26              | 2 de febrer de 2006    | Kitt Peak            | Spacewatch             |
| 192108 - | 2006 CO29              | 2 de febrer de 2006    | Kitt Peak            | Spacewatch             |
| 192109 - | 2006 CK39              | 2 de febrer de 2006    | Kitt Peak            | Spacewatch             |
| 192110 - | 2006 CR43              | 2 de febrer de 2006    | Mount Lemmon         | Mount Lemmon Survey    |
| 192111 - | 2006 CT44              | 3 de febrer de 2006    | Kitt Peak            | Spacewatch             |
| 192112 - | 2006 CX56              | 4 de febrer de 2006    | Kitt Peak            | Spacewatch             |
| 192113 - | 2006 CB57              | 4 de febrer de 2006    | Mount Lemmon         | Mount Lemmon Survey    |
| 192114 - | 2006 CR66              | 2 de febrer de 2006    | Kitt Peak            | Spacewatch             |
| 192115 - | 2006 DG2               | 20 de febrer de 2006   | Kitt Peak            | Spacewatch             |
| 192116 - | 2006 DM9               | 21 de febrer de 2006   | Catalina             | CSS                    |
| 192117 - | 2006 DF27              | 20 de febrer de 2006   | Kitt Peak            | Spacewatch             |
| 192118 - | 2006 DN30              | 20 de febrer de 2006   | Kitt Peak            | Spacewatch             |
| 192119 - | 2006 DG32              | 20 de febrer de 2006   | Mount Lemmon         | Mount Lemmon Survey    |
| 192120 - | 2006 DB44              | 20 de febrer de 2006   | Kitt Peak            | Spacewatch             |
| 192121 - | 2006 DG45              | 20 de febrer de 2006   | Kitt Peak            | Spacewatch             |
| 192122 - | 2006 DB53              | 24 de febrer de 2006   | Kitt Peak            | Spacewatch             |
| 192123 - | 2006 DJ59              | 24 de febrer de 2006   | Mount Lemmon         | Mount Lemmon Survey    |
| 192124 - | 2006 DO59              | 24 de febrer de 2006   | Mount Lemmon         | Mount Lemmon Survey    |
| 192125 - | 2006 DB69              | 20 de febrer de 2006   | Catalina             | CSS                    |
| 192126 - | 2006 DF74              | 23 de febrer de 2006   | Anderson Mesa        | LONEOS                 |
| 192127 - | 2006 DY77              | 24 de febrer de 2006   | Kitt Peak            | Spacewatch             |
| 192128 - | 2006 DV94              | 24 de febrer de 2006   | Kitt Peak            | Spacewatch             |
| 192129 - | 2006 DN98              | 25 de febrer de 2006   | Kitt Peak            | Spacewatch             |
| 192130 - | 2006 DZ101             | 25 de febrer de 2006   | Kitt Peak            | Spacewatch             |
| 192131 - | 2006 DD116             | 27 de febrer de 2006   | Kitt Peak            | Spacewatch             |
| 192132 - | 2006 DK120             | 21 de febrer de 2006   | Catalina             | CSS                    |
| 192133 - | 2006 DZ120             | 22 de febrer de 2006   | Catalina             | CSS                    |
| 192134 - | 2006 DJ124             | 24 de febrer de 2006   | Mount Lemmon         | Mount Lemmon Survey    |
| 192135 - | 2006 DF159             | 27 de febrer de 2006   | Kitt Peak            | Spacewatch             |
| 192136 - | 2006 DS160             | 27 de febrer de 2006   | Kitt Peak            | Spacewatch             |
| 192137 - | 2006 DZ187             | 27 de febrer de 2006   | Kitt Peak            | Spacewatch             |
| 192138 - | 2006 DX195             | 20 de febrer de 2006   | Kitt Peak            | Spacewatch             |
| 192139 - | 2006 DC198             | 25 de febrer de 2006   | Anderson Mesa        | LONEOS                 |
| 192140 - | 2006 EV26              | 3 de març de 2006      | Kitt Peak            | Spacewatch             |
| 192141 - | 2006 EB41              | 4 de març de 2006      | Kitt Peak            | Spacewatch             |
| 192142 - | 2006 FB2               | 23 de març de 2006     | Catalina             | CSS                    |
| 192143 - | 2006 FC8               | 23 de març de 2006     | Mount Lemmon         | Mount Lemmon Survey    |
| 192144 - | 2006 FR9               | 24 de març de 2006     | RAS                  | A. Lowe                |
| 192145 - | 2006 FG21              | 24 de març de 2006     | Mount Lemmon         | Mount Lemmon Survey    |
| 192146 - | 2006 FP22              | 24 de març de 2006     | Mount Lemmon         | Mount Lemmon Survey    |
| 192147 - | 2006 FS40              | 26 de març de 2006     | Kitt Peak            | Spacewatch             |
| 192148 - | 2006 FK43              | 29 de març de 2006     | Socorro              | LINEAR                 |
| 192149 - | 2006 FV47              | 24 de març de 2006     | Anderson Mesa        | LONEOS                 |
| 192150 - | 2006 GC40              | 6 d'abril de 2006      | Socorro              | LINEAR                 |
| 192151 - | 2006 HD5               | 19 d'abril de 2006     | Catalina             | CSS                    |
| 192152 - | 2006 HC7               | 19 d'abril de 2006     | Palomar              | NEAT                   |
| 192153 - | 2006 HH8               | 19 d'abril de 2006     | Kitt Peak            | Spacewatch             |
| 192154 - | 2006 HN9               | 19 d'abril de 2006     | Anderson Mesa        | LONEOS                 |
| 192155 - | 2006 HZ17              | 21 d'abril de 2006     | Piszkéstető          | K. Sárneczky           |
| 192156 - | 2006 HP42              | 23 d'abril de 2006     | Socorro              | LINEAR                 |
| 192157 - | 2006 VZ113             | 13 de novembre de 2006 | San Marcello         | San Marcello           |
| 192158 - | 2006 XF4               | 14 de desembre de 2006 | Wildberg             | R. Apitzsch            |
| 192159 - | 2007 BP16              | 17 de gener de 2007    | Catalina             | CSS                    |
| 192160 - | 2007 BX28              | 24 de gener de 2007    | Nyukasa              | Nyukasa                |
| 192161 - | 2007 CY3               | 6 de febrer de 2007    | Mount Lemmon         | Mount Lemmon Survey    |
| 192162 - | 2007 CN41              | 7 de febrer de 2007    | Kitt Peak            | Spacewatch             |
| 192163 - | 2007 CM42              | 7 de febrer de 2007    | Mount Lemmon         | Mount Lemmon Survey    |
| 192164 - | 2007 DB11              | 17 de febrer de 2007   | Kitt Peak            | Spacewatch             |
| 192165 - | 2007 DG13              | 16 de febrer de 2007   | Palomar              | NEAT                   |
| 192166 - | 2007 DJ18              | 17 de febrer de 2007   | Kitt Peak            | Spacewatch             |
| 192167 - | 2007 DQ18              | 17 de febrer de 2007   | Kitt Peak            | Spacewatch             |
| 192168 - | 2007 DT53              | 19 de febrer de 2007   | Mount Lemmon         | Mount Lemmon Survey    |
| 192169 - | 2007 DR75              | 21 de febrer de 2007   | Kitt Peak            | Spacewatch             |
| 192170 - | 2007 DV82              | 23 de febrer de 2007   | Kitt Peak            | Spacewatch             |
| 192171 - | 2007 DC83              | 24 de febrer de 2007   | Socorro              | LINEAR                 |
| 192172 - | 2007 DO105             | 17 de febrer de 2007   | Kitt Peak            | Spacewatch             |
| 192173 - | 2007 EF42              | 9 de març de 2007      | Kitt Peak            | Spacewatch             |
| 192174 - | 2007 EG51              | 10 de març de 2007     | Palomar              | NEAT                   |
| 192175 - | 2007 EL72              | 10 de març de 2007     | Kitt Peak            | Spacewatch             |
| 192176 - | 2007 ER149             | 12 de març de 2007     | Mount Lemmon         | Mount Lemmon Survey    |
| 192177 - | 2007 EB182             | 14 de març de 2007     | Kitt Peak            | Spacewatch             |
| 192178 - | 2007 EA200             | 10 de març de 2007     | XuYi                 | PMO NEO Survey Program |
| 192179 - | 2007 EQ210             | 8 de març de 2007      | Palomar              | NEAT                   |
| 192180 - | 2007 ED213             | 14 de març de 2007     | Siding Spring        | SSS                    |
| 192181 - | 2007 EC214             | 12 de març de 2007     | Kitt Peak            | Spacewatch             |
| 192182 - | 2007 EP217             | 11 de març de 2007     | Mount Lemmon         | Mount Lemmon Survey    |
| 192183 - | 2007 FG12              | 17 de març de 2007     | Anderson Mesa        | LONEOS                 |
| 192184 - | 2007 FW35              | 25 de març de 2007     | Catalina             | CSS                    |
| 192185 - | 2007 FS43              | 18 de març de 2007     | Kitt Peak            | Spacewatch             |
| 192186 - | 2007 GA5               | 12 d'abril de 2007     | Altschwendt          | W. Ries                |
| 192187 - | 2007 GF9               | 8 d'abril de 2007      | Kitt Peak            | Spacewatch             |
| 192188 - | 2007 GR9               | 8 d'abril de 2007      | Siding Spring        | SSS                    |
| 192189 - | 2007 GT23              | 11 d'abril de 2007     | Kitt Peak            | Spacewatch             |
| 192190 - | 2007 GG33              | 11 d'abril de 2007     | Catalina             | CSS                    |
| 192191 - | 2007 GH39              | 14 d'abril de 2007     | Kitt Peak            | Spacewatch             |
| 192192 - | 2007 GX45              | 14 d'abril de 2007     | Kitt Peak            | Spacewatch             |
| 192193 - | 2007 GP48              | 14 d'abril de 2007     | Kitt Peak            | Spacewatch             |
| 192194 - | 2007 GW53              | 14 d'abril de 2007     | Kitt Peak            | Spacewatch             |
| 192195 - | 2007 GM71              | 14 d'abril de 2007     | Catalina             | CSS                    |
| 192196 - | 2007 HU2               | 16 d'abril de 2007     | Mount Lemmon         | Mount Lemmon Survey    |
| 192197 - | 2007 HR4               | 19 d'abril de 2007     | Great Shefford       | P. Birtwhistle         |
| 192198 - | 2007 HJ12              | 19 d'abril de 2007     | Mount Lemmon         | Mount Lemmon Survey    |
| 192199 - | 2007 HE25              | 18 d'abril de 2007     | Kitt Peak            | Spacewatch             |
| 192200 - | 2007 HN52              | 20 d'abril de 2007     | Kitt Peak            | Spacewatch             |